# Шоуто на Труман
„Шоуто на Труман“ (на английски: The Truman Show) е американски трагикомичен филм от 1998 г. на режисьора Питър Уиър. В него участват Джим Кери в ролята на Труман Бърбанк, Лора Лини, Ноа Емерих, Ед Харис и Наташа Макелоун. Във филма се разказва за живота на човек, който първоначално не е наясно, че живее в телевизионно реалити шоу, гледано от милиарди хора по целия свят. Труман се изпълва с подозрения и се заема със задачата да разкрие истината за живота си.
Основата на филма е базирана на епизод от 1989 г. на сериала „Зоната на здрача“, озаглавен „Специално обслужване“.

## Актьорски състав
| Актьор               | Роля |
| -------------------- | --- |
| Джим Кери            | Труман Бърбанк – служител на застрахователна компания, който е бил основен член на риалити шоу от раждането си, но не го знае        |
| Лора Лини            | Хана Хил – актриса, която представя Мерил Бърбанк, медицинска сестра и съпруга на Труман                                             |
| Ед Харис             | Кристоф – създател и главен режисьор на „Шоуто на Труман“                                                                            |
| Ноа Емерих           | Луис Колтрейн – актьор, който представя Марлон, оператор на вендинг автомати и най-добрият приятел на Труман от ранна детска възраст |
| Наташа Макелоун      | Силвия – актриса, която представя Лорън Гарланд, съученичката на Труман от колежа                                                    |
| Холанд Тейлър        | Аланис Монклер – актриса, която представя Анджела Бърбанк, майка на Труман                                                           |
| Брайън Дилей         | Уолтър Мур – актьор, който представя Кърк Бърбанк, баща на Труман                                                                    |
| Питър Крауз          | актьор, който представя Лорънс, шеф на Труман                                                                                        |
| Пол Джиамати         | Симеон – оператор на „Шоуто на Труман“                                                                                               |
| Хари Шиърър          | Майк Микаелсън – водещ на „Шоуто на Труман“                                                                                          |
| Филип Бейкър Хол     | шеф на телевизионната мрежа, която излъчва „Шоуто на Труман“                                                                         |
| Джоел Маккинън Милър | гаражен работник |

## Български дублаж
| Преводач            | Пламен Узунов                                                                     |
| Редактор            | Милена Павлова                                                                    |
| Тонрежисьор         | Надежда Иванова                                                                   |
| Режисьор на дублажа | Чавдар Монов                                                                      |
| Озвучаващи артисти  | Даниела Горанова Ивет Лазарова Сотир Мелев Никола Стефанов Георги Георгиев – Гого |